# El baúl de los recuerdos
«El baúl de los recuerdos» es una canción interpretada por la cantante española Karina, publicada como sencillo junto a la canción «Regresarás» en 1969 bajo el sello Hispavox. Fue compuesta por Tony Luz y producida por Waldo de los Ríos, la letra aborda con tono optimista, la conveniencia de olvidar los sinsabores del pasado y continuar avanzando en la vida. Se trata de uno de los mayores éxitos de la artista; sencillo con el que consiguió ser disco de oro con más de un millón de copias vendidas.

## Versiones
Fue versionado por la banda La Década Prodigiosa en su álbum homónimo de 1985.